# Mr Rock & Roll
Mr Rock & Roll è un singolo della cantautrice britannica Amy Macdonald, pubblicato il 16 luglio 2007 in Regno Unito e il 5 agosto 2008 in Europa e negli Stati Uniti dall'etichetta discografica Vertigo.
Il brano, scritto dalla cantautrice e prodotto da Pete Wilkinson, è stato il primo singolo della Macdonald pubblicato regolarmente, dopo all'uscita in edizione limitata del precedente Poison Prince. Era inserito nell'album di debutto della cantautrice, intitolato This Is the Life.

## Tracce
CD-Maxi Mercury 06025 1746519 (UMG) / EAN 0602517465190
Testi e musiche di Amy Macdonald.
1. Mr Rock & Roll – 3:35
2. A Wish for Something More – 3:46
3. Let's Start a Band – 4:05

CD-Single (Vertigo / Melodramatic 06025 174626 9-4 / EAN 0602517462694)
Testi e musiche di Amy Macdonald.
1. Mr Rock & Roll – 3:35
2. Somebody New

## Classifiche
| Classifica (2008) | Posizione massima |
| ----------------- | ----------------- |
| Austria           | 19                |
| Belgio (Fiandre)  | 4                 |
| Belgio (Vallonia) | 7                 |
| Germania          | 21                |
| Norvegia          | 20                |
| Paesi Bassi       | 3                 |
| Regno Unito       | 12                |
| Svezia            | 59                |
| Svizzera          | 3                 |